# Festival du court métrage de Clermont-Ferrand 2023
Le Festival international du court métrage de Clermont-Ferrand 2023, 45e édition, se déroule du 27 janvier au 3 février 2023 à Clermont-Ferrand.

## Déroulement

### Préparation
Le comité d'organisation du festival annonce les dates de la 45e édition dans le catalogue de l'édition précédente.
Le 20 septembre 2022, l'affiche  créée par Regina Pessoa est dévoilée.
Le 31 octobre 2022 le thème de la rétrospective thématique est annoncé : Libido.
Le pays invité d'honneur est Taïwan, invitation annoncée dès juin 2020 pour l'édition 2021 mais repoussée pour cause de pandémie de Covid-19.
Sur 8300 films candidats, 157 films sont sélectionnés pour composer les compétitions internationale, nationale et labo.
453 séances et plus de 500 films sont projetés dans 13 salles.

### Autour du festival
Le Marché du film court, le rendez-vous pour les acteurs de la filière du format court, commence le 30 janvier avec 32 pays présents et 20 programmes projetés.
Des rencontres professionnelles et publiques (dont l'Atelier, une école de cinéma éphémère ouverte au public pendant 5 jours) sont organisées à travers la ville.
Des expositions en lien avec la programmation ont lieu à la chapelle des Cordeliers (Les Zèles du désir), à la salle Gilbert-Gaillard (Anatomie du Labo 15) et au centre de documentation de la Jetée (Hot cinéma !).

## Jury officiel
En janvier sont annoncés les jurés 2023.

### Jury international
| Nom | Nom                  | Qualité                                   | Nationalité      |
| --- | -------------------- | ----------------------------------------- | ---------------- |
|     | Cristèle Alves Meira | Actrice, scénariste, metteuse en scène    | France, Portugal |
|     | Lionel Baier         | Réalisateur, metteur en scène, producteur | Suisse           |
|     | Julie Bertucelli     | Réalisatrice, scénariste                  | France           |
|     | Ho Wi-ding (en)      | Réalisateur, scénariste, producteur       | Malaisie Taïwan  |
|     | Stacey Rozich        | Illustratrice                             | États-Unis       |

### Jury labo
| Nom | Nom            | Qualité                            | Nationalité |
| --- | -------------- | ---------------------------------- | ----------- |
|     | Ivete Lucas    | Actrice, réalisatrice              | États-Unis  |
|     | Valérie Mréjen | Romancière, plasticienne, vidéaste | France      |
|     | Wu Ke-xi       | Actrice                            | Taïwan      |

### Jury national
| Nom | Nom                | Qualité                         | Nationalité     |
| --- | ------------------ | ------------------------------- | --------------- |
|     | Bastien Dubois     | Réalisateur                     | France          |
|     | Alain Guiraudie    | Réalisateur, scénariste, acteur | France          |
|     | Claude Le Pape     | Scénariste                      | France          |
|     | Rabah Nait Oufella | Acteur                          | France, Algérie |
|     | Fanny Sidney       | actrice, réalisatrice           | France          |

## Palmarès
Le palmarès est publié en version papier dans le magazine Ça suit son cours du festival du Court Métrage et en ligne sur Shortfilmwire, la plateforme de ressources numériques du festival et du marché du court métrage.

### 35eCompétition internationale
| Prix                              | Titre original                      | Titre français                       | Récipiendaire       | Pays                         | Durée |
| --------------------------------- | ----------------------------------- | ------------------------------------ | ------------------- | ---------------------------- | ----- |
| Grand prix                        | Will My Parents Come to See Me (de) | Mes parents vont-ils venir me voir ? | Mo Harawe           | Autriche, Allemagne, Somalie | 28'   |
| Prix spécial du jury              | Invincible                          |                                      | Vincent-René Lortie | Canada                       | 30'   |
| Prix du public                    | Nothing Holier than a Dolphin       | Rien de plus sacré qu'un dauphin     | Isabella Margara    | Grèce                        | 17'   |
| Prix d'interprétation             | Airhostess-737                      | Hôtesse de l'air-737                 | Lena Papaligoura    | Portugal                     | 16'   |
| Prix du meilleur film d'animation | O Homem do Lixo                     | L'Eboueur                            | Laura Gonçalves     | Portugal                     | 12'   |
| Prix du meilleur film européen    | Las Visitantes                      | Les Visiteuses                       | Enrique Buleo       | Espagne, France              | 15'   |
| Prix étudiant                     | Um caroço de abacate                | Un noyau d'avocat                    | Ary Zara            | Portugal                     | 20'   |

### 45ecompétition nationale
| Prix                                   | Titre original       | Récipiendaire                                          | Pays           | Durée |
| -------------------------------------- | -------------------- | ------------------------------------------------------ | -------------- | ----- |
| Grand prix                             | La lutte est une fin | Arthur Thomas-Pavlowski                                | France         | 28'   |
| Prix spécial du jury                   | Fairplay             | Zoel Aeschbacher                                       | France, Suisse | 17'   |
| Prix du public                         | Tondex 2000          | Jean-Baptiste Leonetti                                 | France         | 28'   |
| Prix d'interprétation                  | Anansi               | Chanel Victor                                          | France         | 20'   |
| Prix de la meilleure musique originale | pour Sèt Lam         | Jako Maron                                             | France         | 23'   |
| Prix étudiant                          | Ressources humaines  | Trinidad Plass Caussade, Titouan Tillier, Isaac Wenzek | France         | 4'    |

### 22ecompétition labo
| Prix                 | Titre original               | Titre français                    | Récipiendaire    | Pays                          | Durée |
| -------------------- | ---------------------------- | --------------------------------- | ---------------- | ----------------------------- | ----- |
| Grand prix           | Hideous                      | Hideux                            | Yann Gonzales    | Royaume-Uni                   | 22'   |
| Prix spécial du jury | The debutante                |                                   | Elizabeth Hobbes | Royaume-Uni                   | 8'    |
| Prix du public       | Scale                        |                                   | Joseph Pierce    | France, Belgique, Royaume-Uni | 15'   |
| Prix étudiant        | Fantasy in a Concrete Jungle | Fantasme dans une jungle en béton | Mehedy Mostafa   | Bangladesh                    | 15'   |

### Jury et prix partenaires
- le prix du meilleur queer métrage est décerné en 2023 par Paloma, Jean Costa, Rebeka Warrior[9].
- le jury pop-up qui décerne le prix Youtube court métrage de fiction est constitué en 2023 de Aude Gogny-Goubert, Martin Jauvat, Alexandre Marinelli[10].
- le jury coup de cœur du prix Canal + kids est composé en 2023 d'élèves d'une classe de 5e du collège Gérard-Philippe de Clermont-Ferrand[11].
- La Procirep remet en 2023 le prix du producteur de court métrage à la société de production Topshot Films[12].

| Prix                                                | Titre original           | Titre français          | Récipiendaire                 | Pays               | Durée |
| --------------------------------------------------- | ------------------------ | ----------------------- | ----------------------------- | ------------------ | ----- |
| Prix Canal + (compétition nationale)                | Tondex 2000              |                         | Jean-Baptiste Leonetti        |                    | 11'   |
| Prix Canal + / Ciné + (compétition internationale)  | Åsnelandet               | Le pays des ânes        | Bahar Pars                    | Suède              | 11'   |
| Prix SACD du meilleur film d'animation francophone  | Ecorchée                 |                         | Joachim Hérissé               | France             | 15'   |
| Prix SACD de la meilleure première œuvre de fiction | I Kemi Varros Baballarët | On a enterré nos pères  | Hekuran Isufi                 | France             | 23'   |
| Prix de la presse Télérama                          | I Once Was Lost          | Alors que j'étais égaré | Emma Limon                    | France, États-Unis | 11'   |
| Prix des effets spéciaux par Adobe                  | Buurman Abdi             | Mon voisin Abdi         | Douwe Dijkstra                | Pays-Bas           | 29'   |
| Prix du meilleur film documentaire                  | Majmouan                 | La Somme des choses     | Mohammadreza Farzad           | Pologne            | 15'   |
| Prix du queer métrage                               | Um caroço de abacate     | Un noyau d'avocat       | Ary Zara                      | Portugal           | 20'   |
| Prix du rire « Fernand Raynaud »                    | Las Visitantes           | Les Visiteuses          | Enrique Buleo                 | Espagne, France    | 15'   |
| Prix Festivals connexion                            | 45th Parallel            | 45e Parallèle           | Lawrence Abu Hamdan           | Royaume-Uni        | 15'   |
| Coup de cœur CANAL+ Kids                            | Des tresses              |                         | Leïla Macaire                 | France             | 16'   |
| Prix YouTube du court métrage de fiction            | Hippocampe               |                         | Éléonore Costes, Amauré Dequé | France             | 32'   |